# Ват Ронг Кхун
Ват Ронг Кхун (тай. วัดร่องขุ่น), також Білий Храм — нетрадиційний буддійський храм, що знаходиться в провінції Чіанграй, Таїланд. Серед туристів він більш відомий як «Білий Храм». Власником цього білого храму, а також і його творцем є відомий тайський художник — Чалермчаю Косітпіпат (Халермхаї Коситпипат), якого часто називають «тайським Сальвадором Далі». Це єдиний у всьому Таїланді абсолютно білий храм, побудований із сотень тисяч дзеркальних шматочків скла. Халермхаї побудував споруду на честь великого Будди.
Білий храм поєднує в собі прекрасну суміш традиційного буддійського мистецтва з сучасним дизайнерськими рішеннями. Абсолютно білосніжні стіни і скульптури іскряться, відображаючи відтінки ранкової зорі і вечірнього заходу. Стіни прикрашені дрібними шматочками дзеркального скла, яке надає будові небесну легкість і чарівний вид. Навколо комплексу видніються заплутані скульптури демонів, черепів, муляжі відрізаних голів на деревах і інші химерні об'єкти.
Білий храм є національною гордістю й символом північного Таїланду, який приваблює величезну кількість цікавих туристів, що бажають насолодитися виглядом казкового палацу.

## Будівництво
Будівництво храму було розпочато в 1997 році та продовжується досі. Слід зауважити, що Білий храм Чалермчаю Косітпіпат будує на власні гроші, які він збирав протягом 20 років, продаючи свої картини. Грошей від спонсорів він не бере, щоб вони ніяким чином не впливали на його ідеї і не нав'язували свої умови. Його задуми втілює ціла бригада, на чолі з головним інженером, яким є брат Чалермчая. Челермчай сам вигадав цей храм, кожну статую та кожну дрібницю. Архітектор хоче, щоб Ват Ронг Кхун став центром вивчення і роздумів людей, щоб практикувати дхарму і отримати просвітлення від навчань Будди.
Храм все ще будується і буде змінюватися протягом наступних років. Заплановано побудувати дев'ять будівель включаючи каплицю, пагоду, хатину пустельника, крематорій, зал монастиря, зал проповідей, музей, павільйон і туалет.

## Архітектура
Чалермчаю побудував споруду на честь великого Будди. Білий колір споруди символізує його чистоту, а сяюче на сонці скло позначає світлий розум та мудрість Будди, що «світить яскраво по всій Землі та у Всесвіті». Білий храм є головною будівлею храмового комплексу, він забарвлений в білий колір і вкритий мозаїкою з дзеркал, що символізує чистоту Будди: за задумом автора храм є символом Раю. Білосніжні вежі храму видно здалеку.
Головну будівлю оточує ставок з білими рибками. Міст, що веде до храму, уособлює цикли перероджень на шляху до обителі Будди. Коло з іклами перед мостом символізує гирло Раху, представляючи кола пекла і страждань. Перед каплицями і в кінці мосту розташовані кілька скульптур Будди в позі лотоса в колі духів світу. Стіни храму та численні скульптури створені з алебастру, пофарбовані в білий колір і інкрустовані дзеркальною мозаїкою, завдяки якій вони виблискують на сонці. Навколо храму розташовані безліч незвичайних дзеркальних скульптур, що вражають уяву відвідувачів. Храмовий комплекс розміщений на площі близько трьох гектарів землі. На території комплексу розташовано поки три будівлі: це сам білий храм, картинна галерея, і третя будівля, яка слугує туалетом.
Усередині храму стіни в золотистих тонах, по центру золотого полум'я — вівтар Будди. На чотирьох стінах зображені чотири тварини, що символізують чотири стихії: слон стоїть на землі, нагі виступає над водою, крила лебедя представляють вітер, а грива лева — вогонь. Кожен елемент на території храму Ват Ронг Кхун має змістове навантаження.
Є іще декілька дивних зображень. Намальовані герої «Матриці», «Аватара», «Термінатора» — символ ілюзорного, вигаданого життя, яке люди створили самі для себе. Відтворені тут і негативні історичні події, як от терористичний акт 11 вересня 2001 року в США. Одна зі стін храму порожня.
Ліворуч від Білого храму розміщений Золотий. Це — туалет.

## Галерея

Ват Ронг Кхун
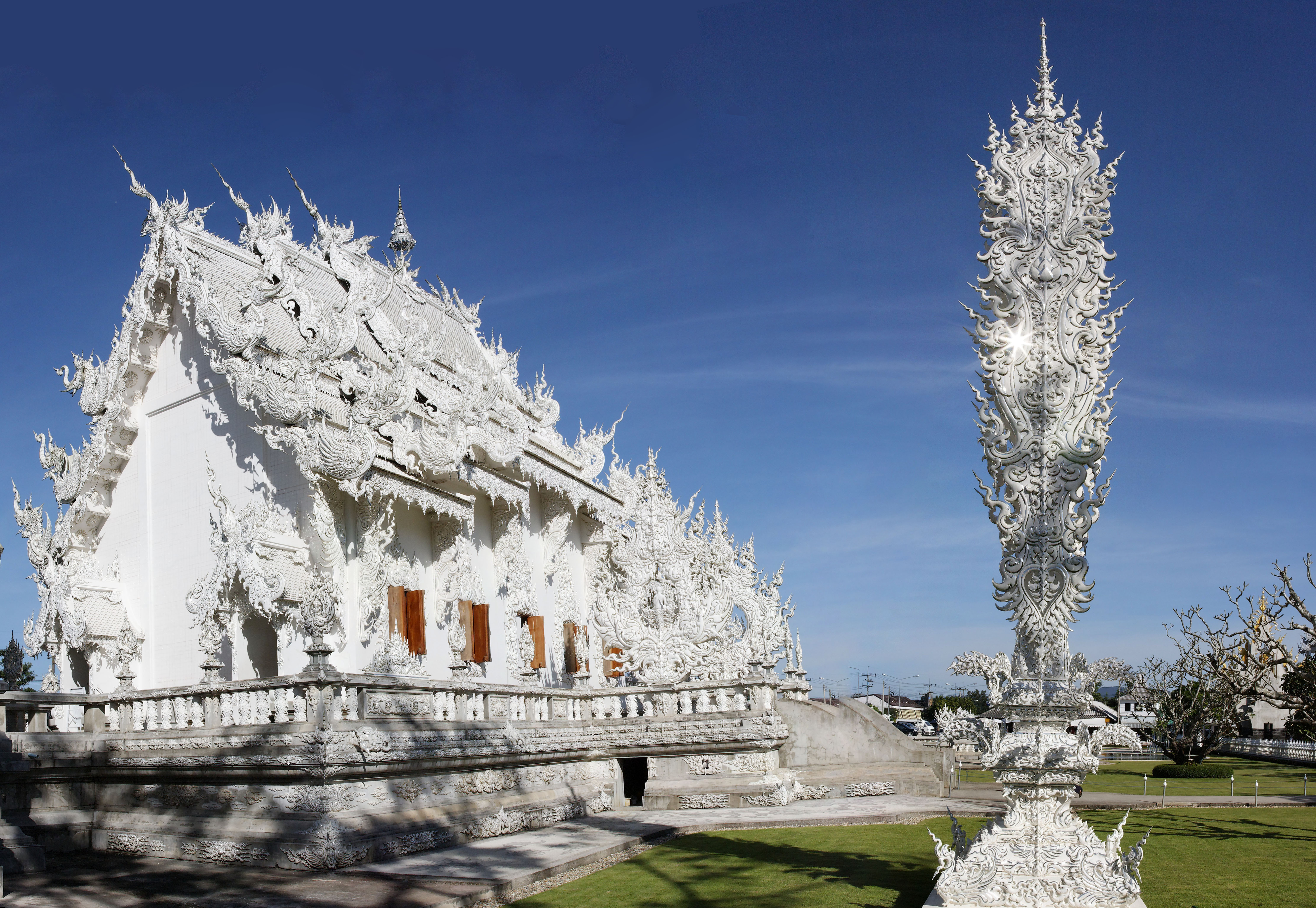
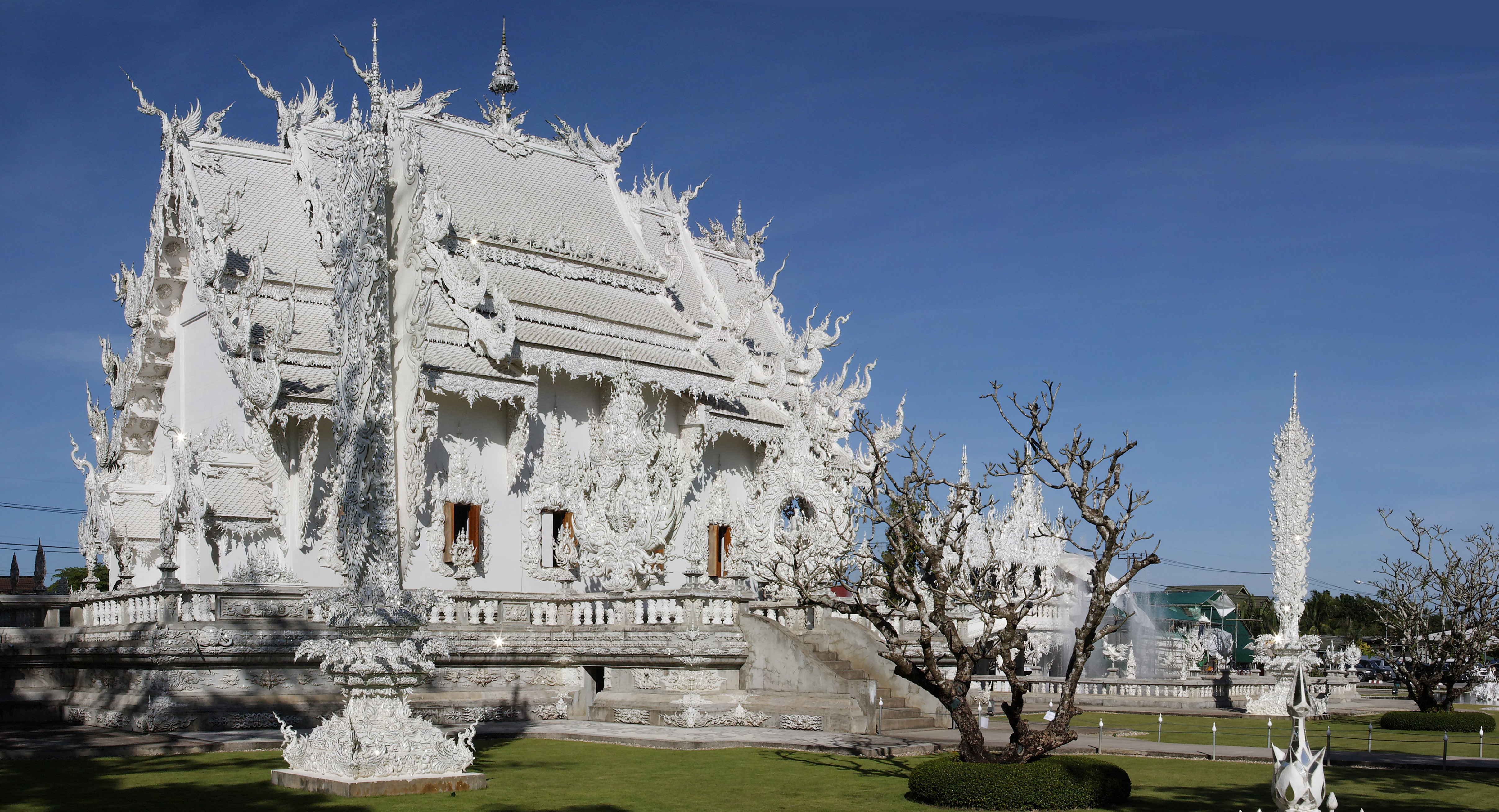
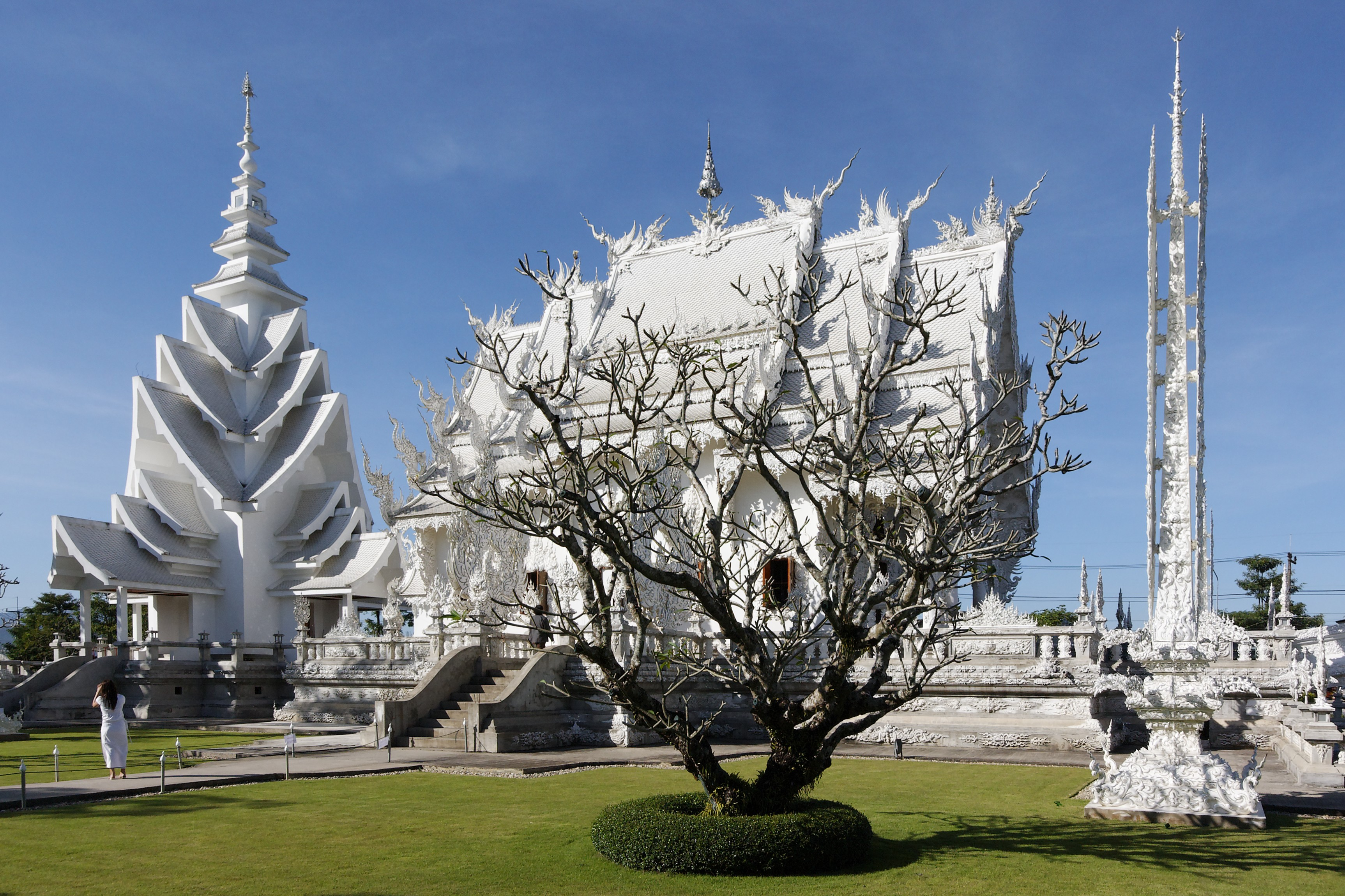
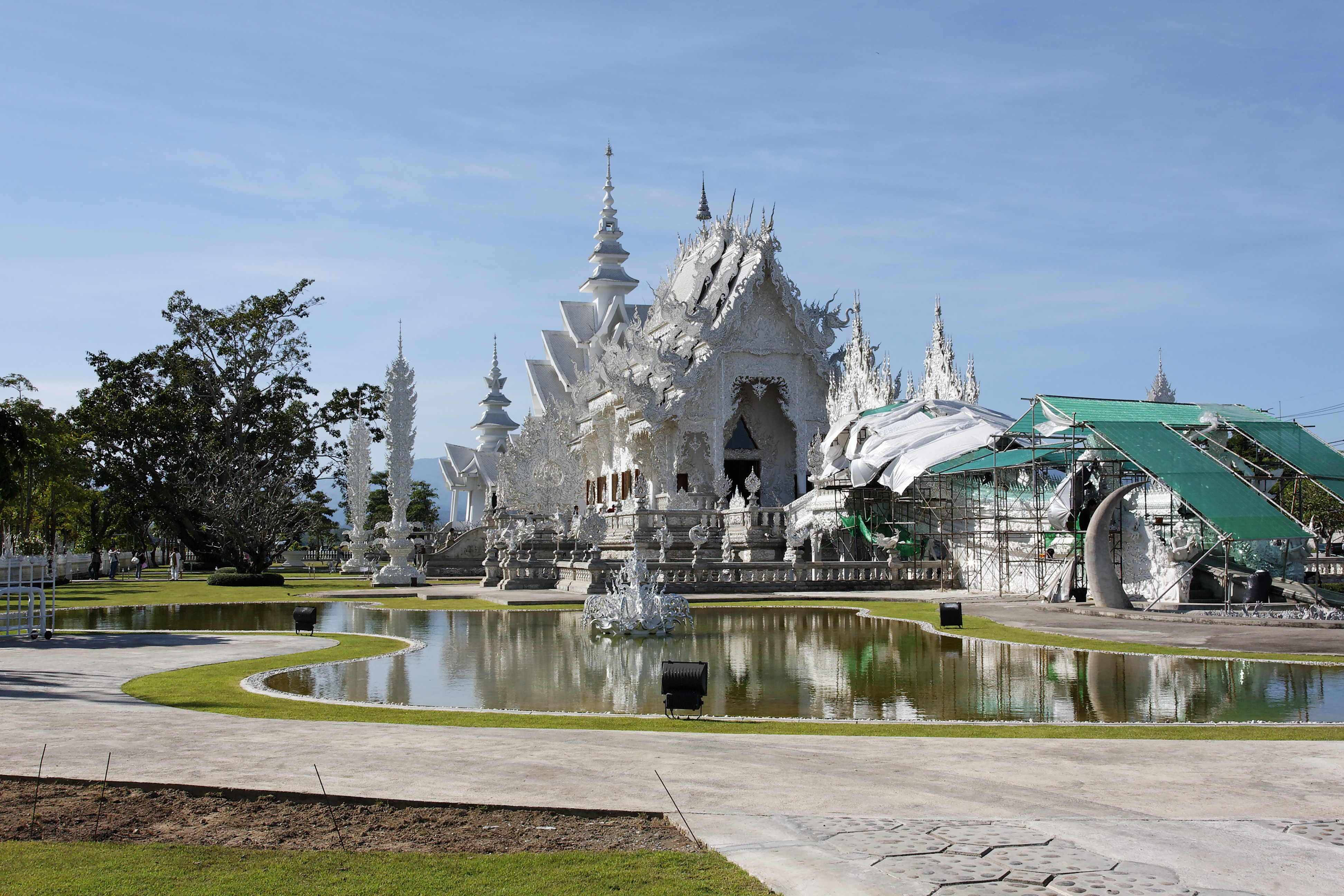
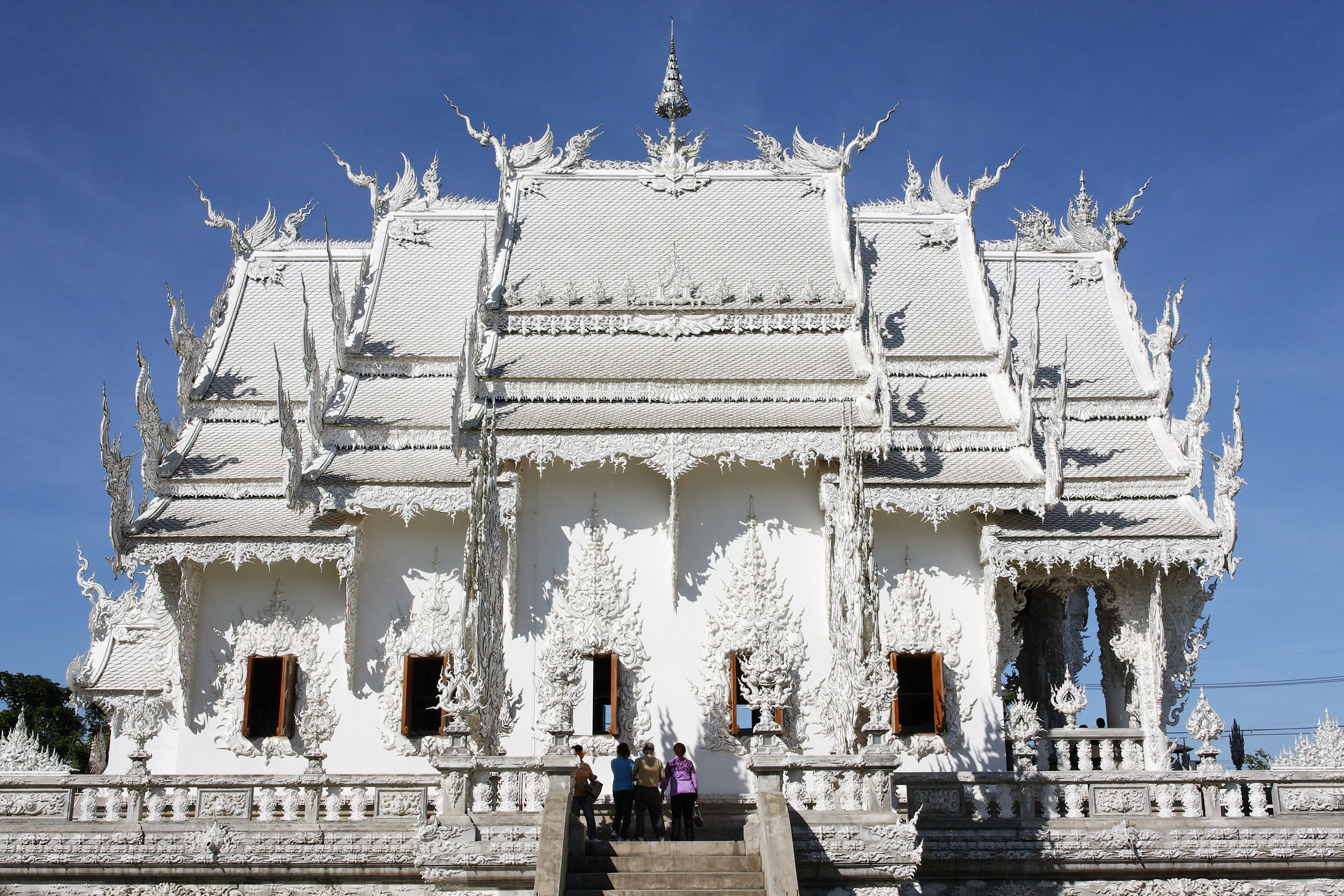
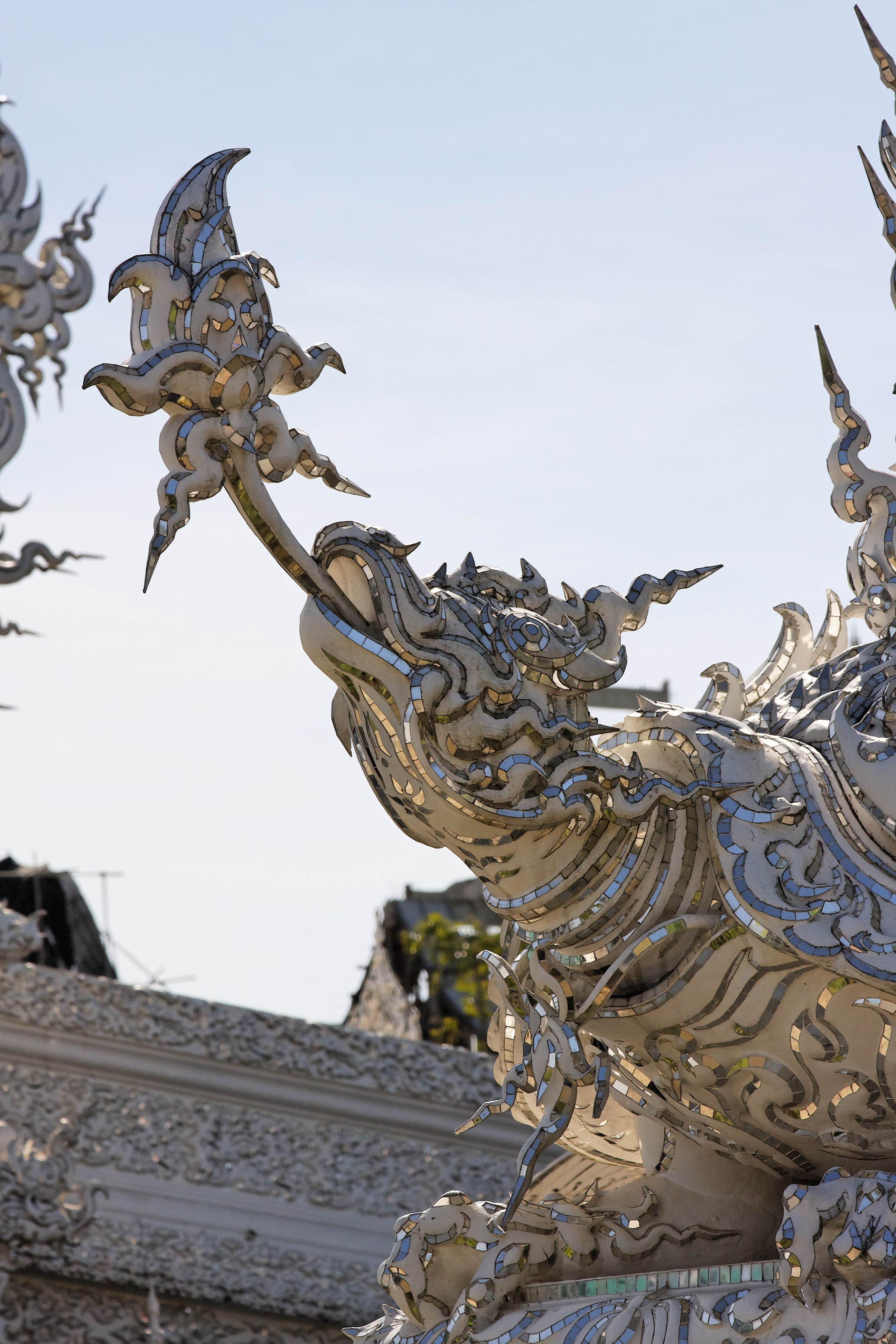
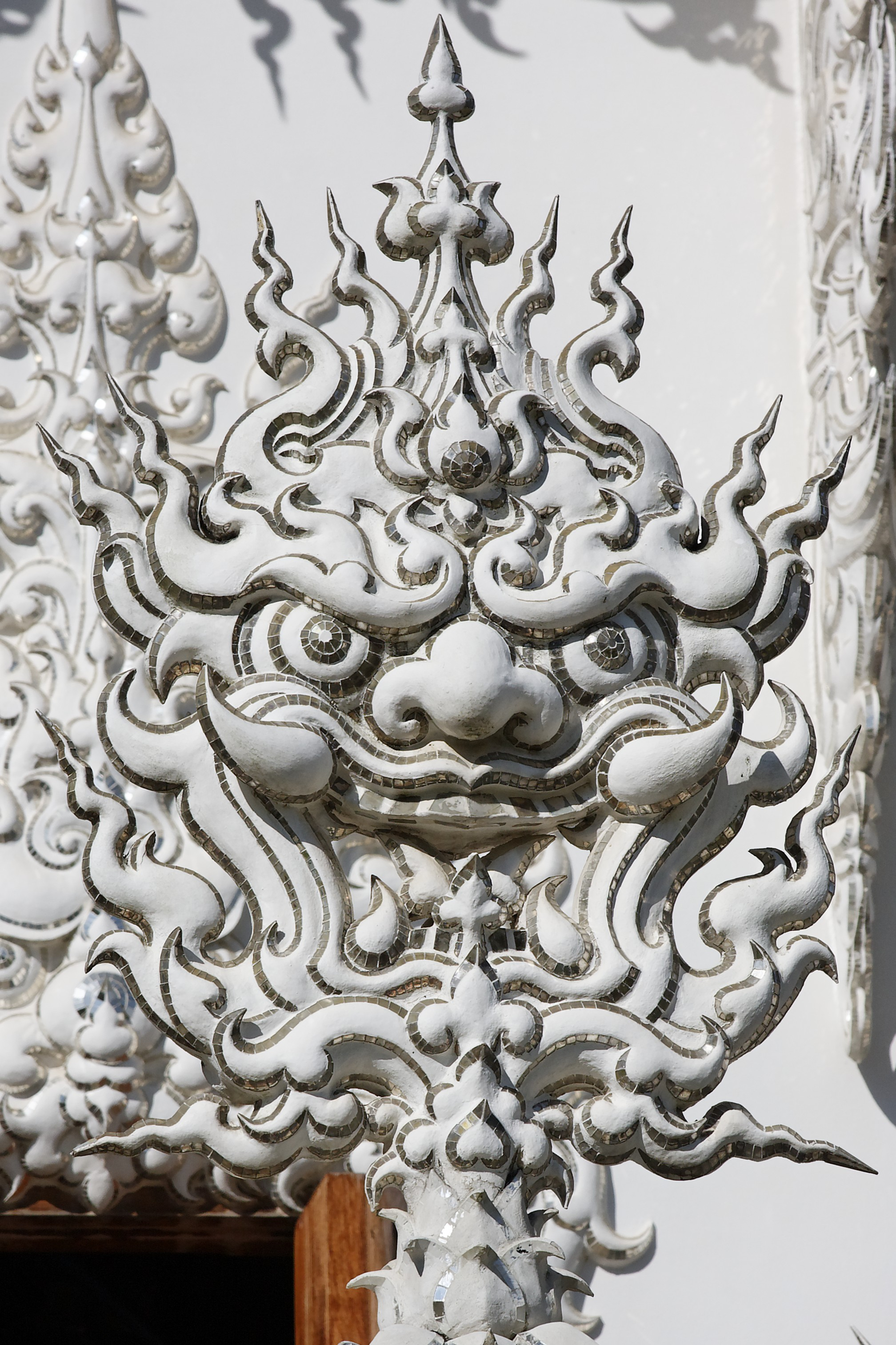
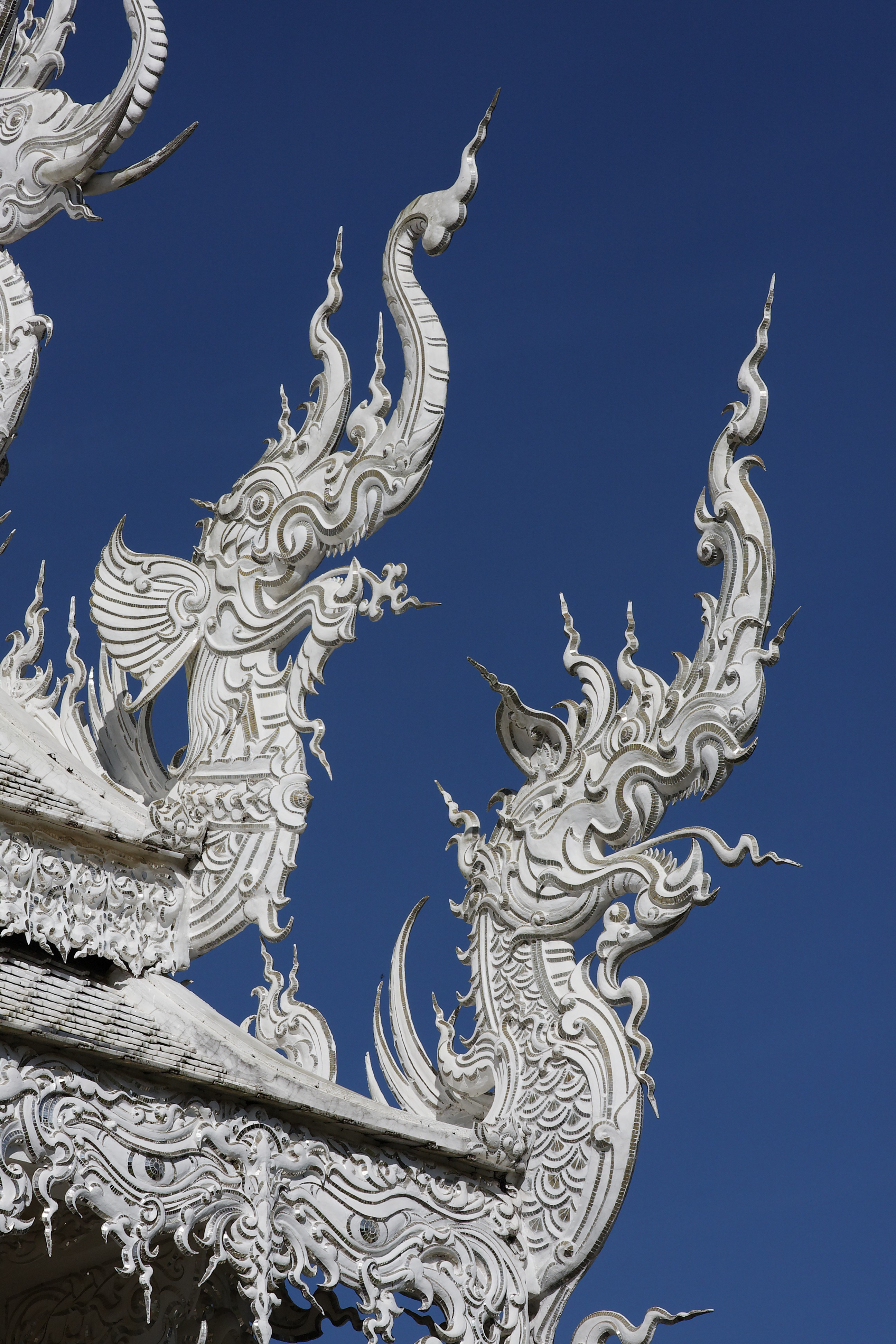
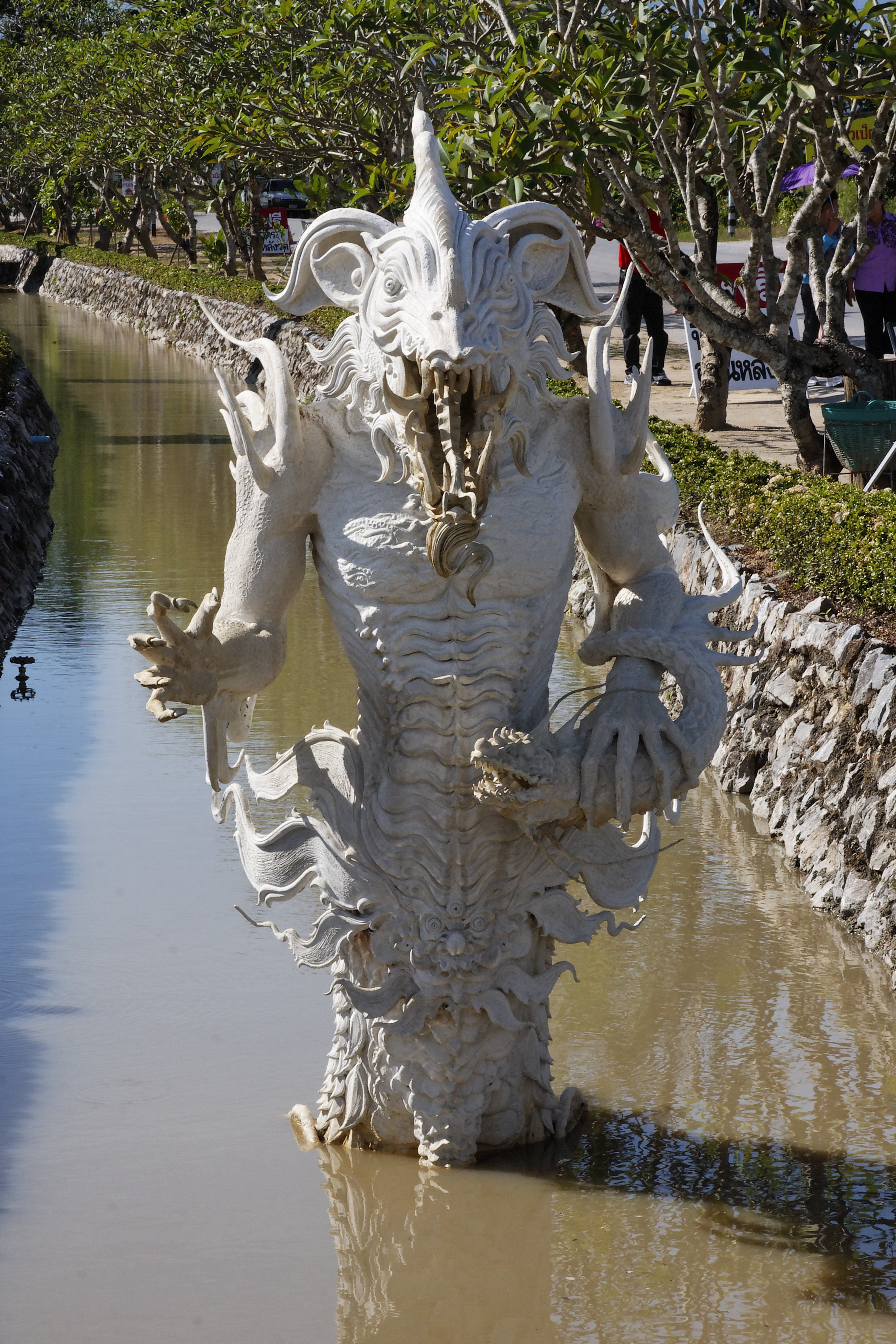
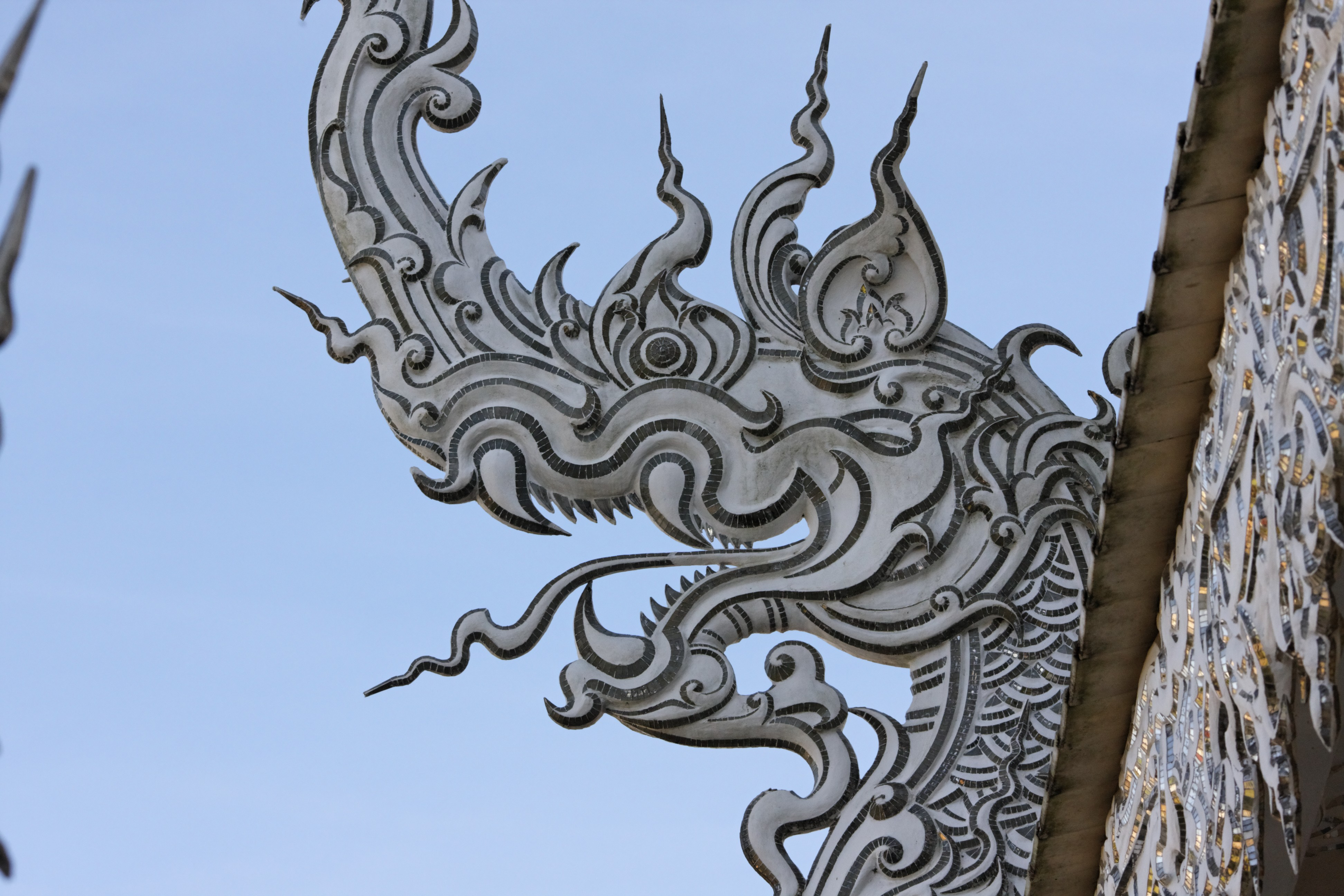
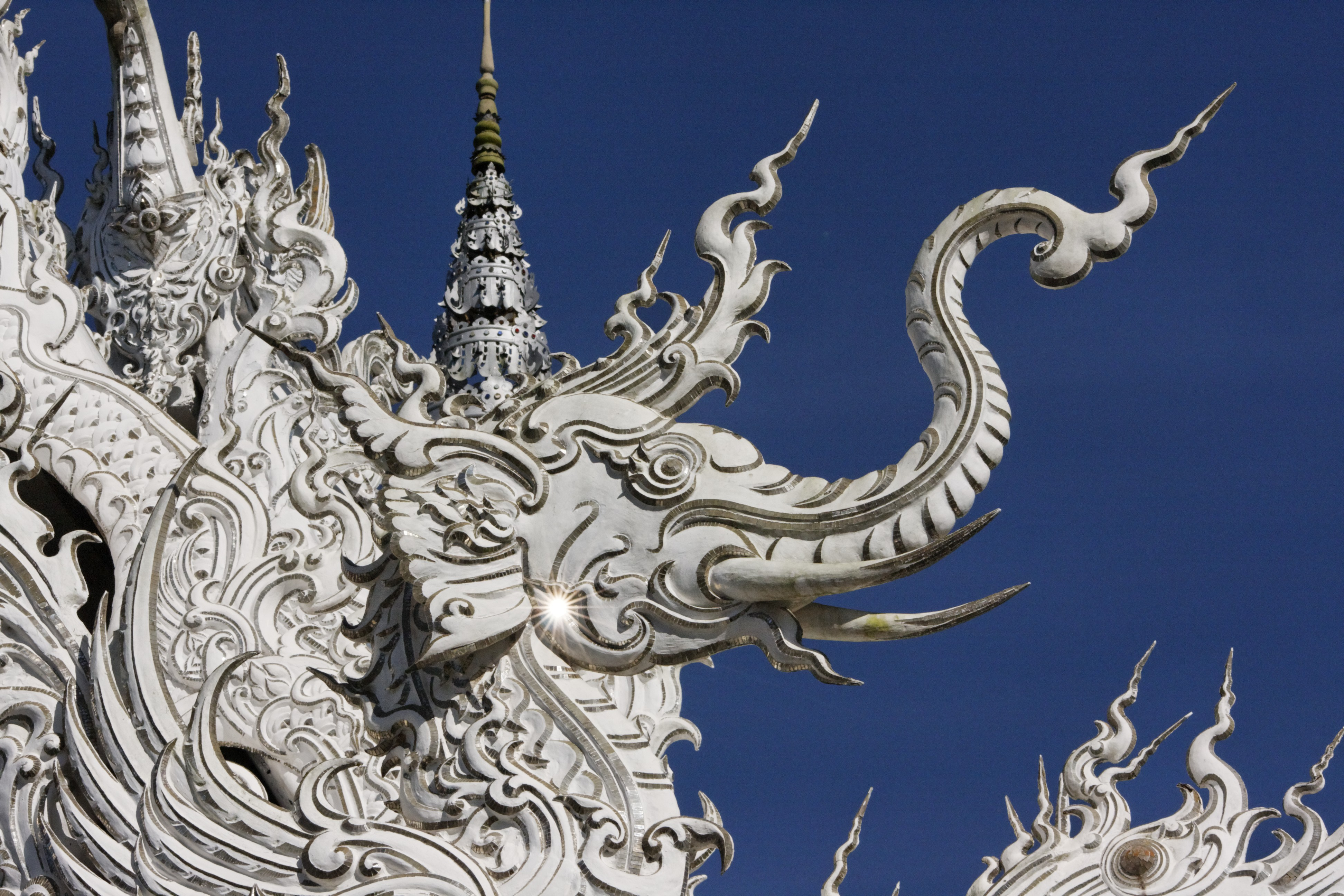
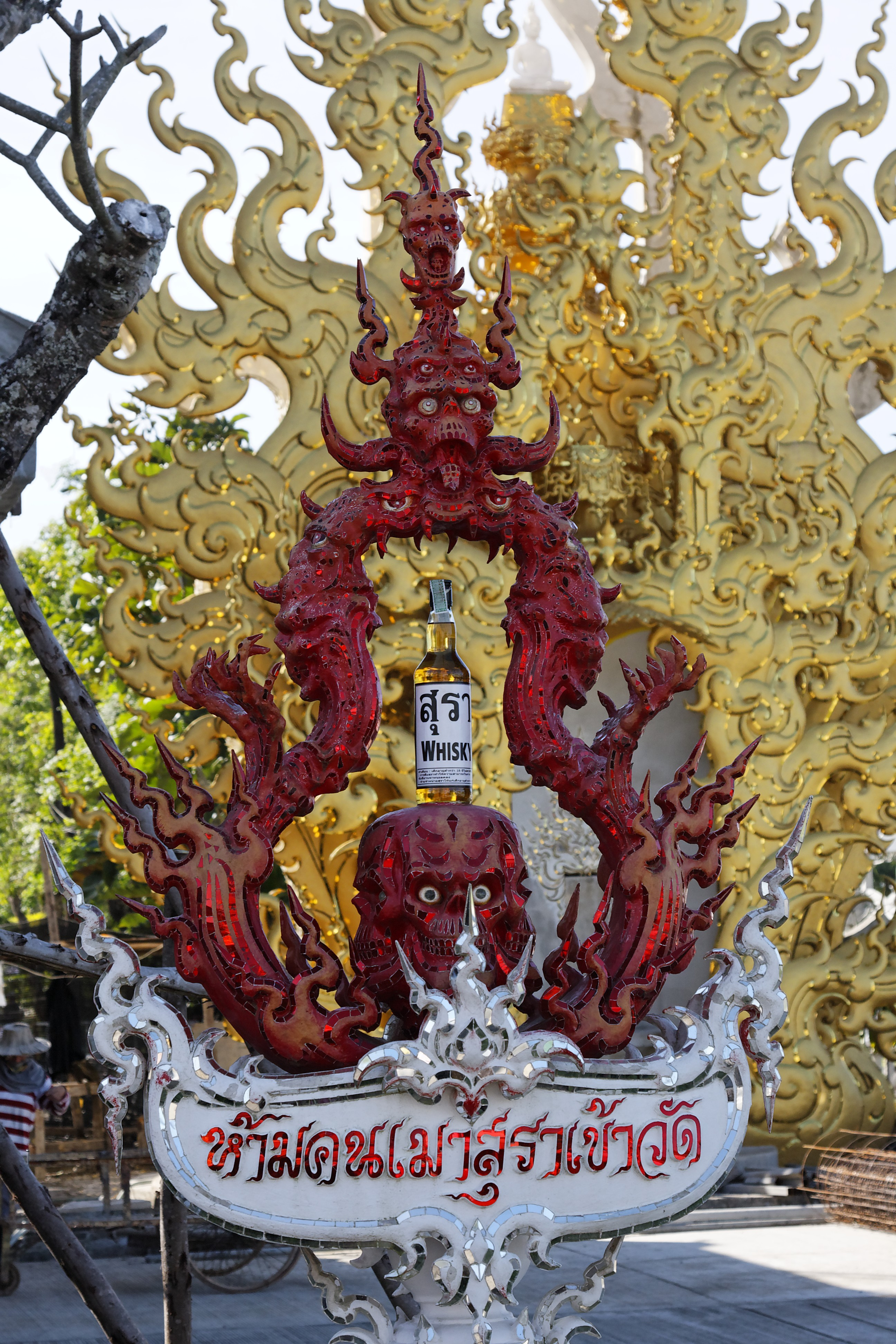
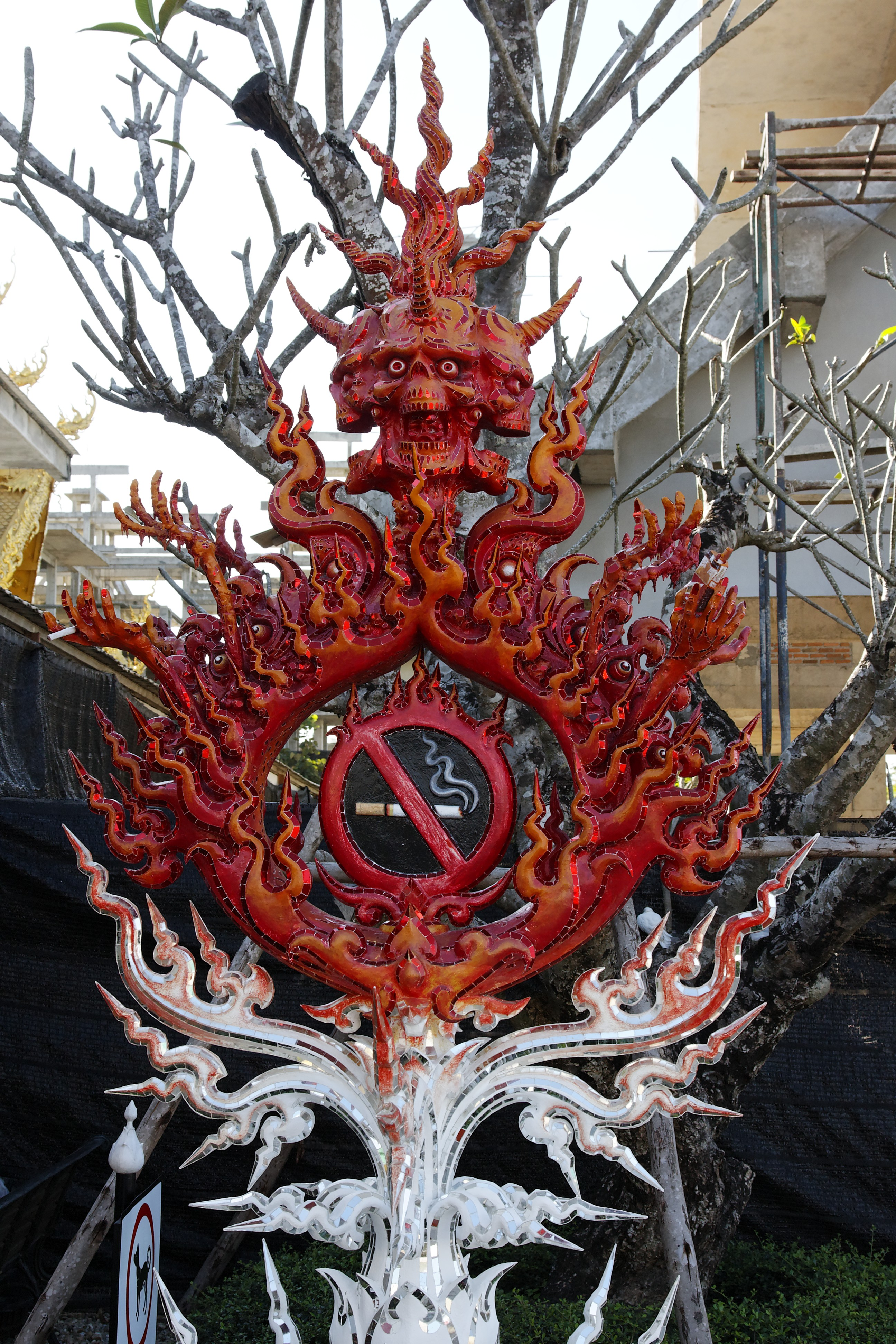
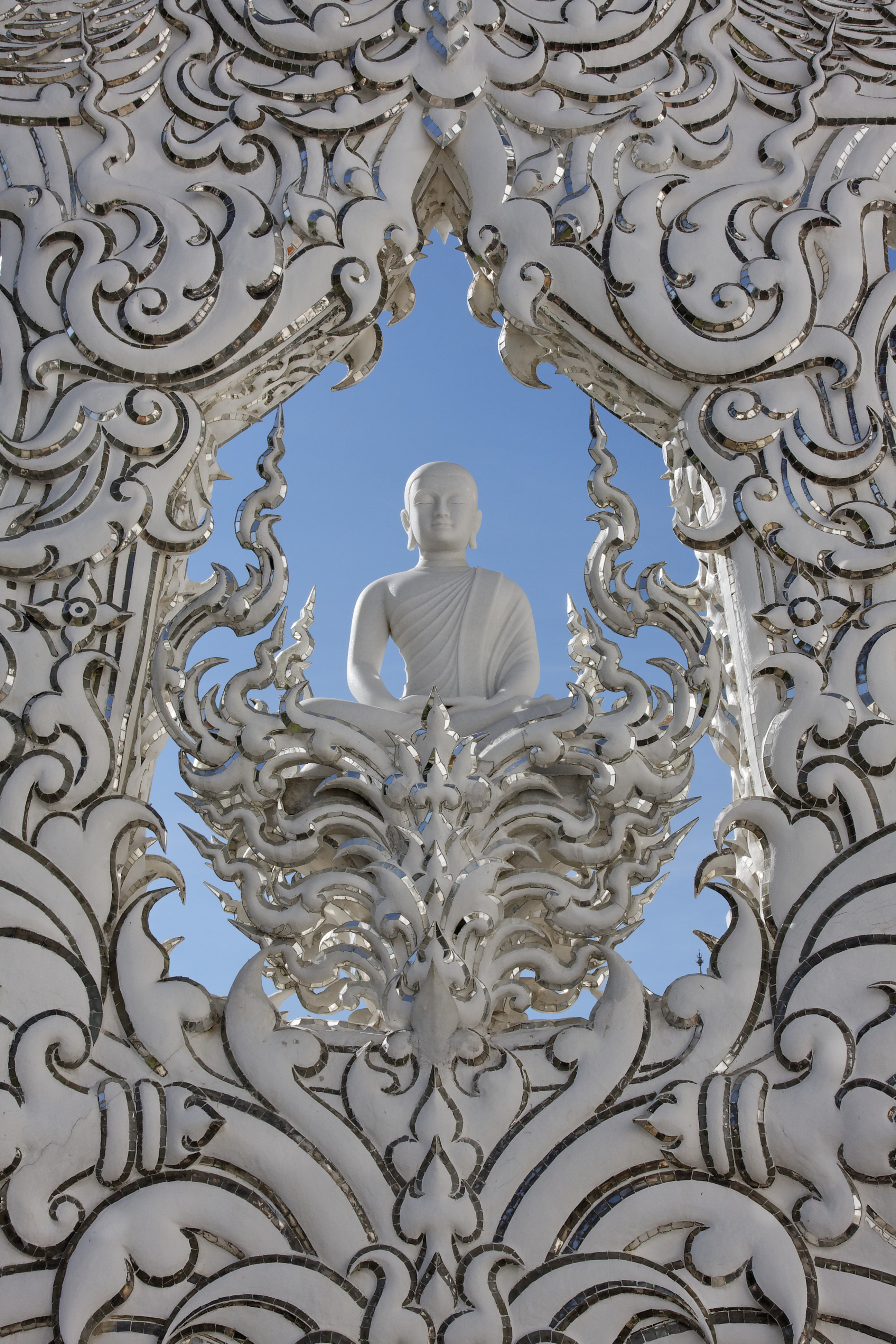